# Martin Škoda
Martin Škoda (* 25. července 1994 Soběslav) je český kuchař a autor kuchařek.

## Životopis
Narodil se 25. července roku 1994 v jihočeské Soběslavi. Absolvoval Biskupské gymnázium J. N. Neumanna v Českých Budějovicích. V dětství hrál hokej, nejprve OLH Spartak Soběslav a později za Motor České Budějovice. Zranil se a s hokejem skončil.
S vařením začal v osmi letech v roce 2003. V sedmnácti letech napsal svou první kuchařku Škoda nevařit – Kuchařka plná hudby (2012), která propojila vaření s hudbou a stala se bestsellerem. Jeho kuchařským idolem je britský kuchař Jamie Oliver.
V roce 2016 vyšlo pokračování Škoda nevařit 2: Kuchařka plná akce, která získala cenu Unie grafického designu za nejkrásnější knihu roku. V následujícím roce moderoval společně s herečkou Marií Doležalovou kuchařský pořad Hrdina kuchyně.
V roce 2018 byl zařazen do žebříčku 30 pod 30 časopisu Forbes. Ve stejném roce uváděl kulinářský pořad Grill Hunters pro Stream.cz.

## Filmografie

### Televize
- Grill Hunters (2018)
- Hrdina kuchyně (2017)